# 한국전력공사 나주 본사
한국전력공사(영어: Korea Electric Power Corporation)는 대한민국 전라남도 전라남도 나주시 전력로 55 (빛가람동 120)에 건설된 건물이다.

## 같이 보기
- 한국전력공사
- 전라남도의 마천루 목록
- 나주시의 마천루 목록